# Pistol Packin' Woodpecker
Pica-Pau Pistoleiro (título original: Pistol Packin' Woodpecker) é um curta-metragem de 1960 produzido pela Walter Lantz Productions e distribuído pela Universal Pictures nos Estados Unidos. No Brasil, foi dublado pela já extinta AIC (Arte Industrial Cinematográfica) (atualmente a BKS).

## Enredo
Completamente exausto, Pica-Pau anda num deserto quando vê uma árvore abandonada. Ele chega a bicá-la, porém descobre que a árvore era petrificada. 
Em seguida, um criminoso chamado Nanico Bufador se esconde e o Pica-Pau, quando tenta cumprimentá-lo, leva um soco. Pouco depois, o bandido é capturado e promete se vingar do pássaro, mas consegue fugir da penitenciária. Os dois, então, protagonizam várias cenas divertidas (inclusive o Pica-Pau chega a tirar a roupa do Nanico Bufador em um duelo de armas) para saber quem levaria a melhor. Tentando escapar do Pica-Pau, o criminoso decide se esconder num bar desativado, porém ao descobrir que o pássaro estava lá dentro, decide voltar para a prisão. 
O Pica-Pau, então, pede para que o vilão diga a senha; ao ver o pássaro, Nanico Bufador grita apavorado "Fantasma" e é puxado para dentro. Em seguida, o Pica-Pau dá sua risada de sorte.

## Dublagem

### Versão Americana
- Grace Stafford - Pica-Pau
- Dal McKennon - Nanico Bufador

### Versão Brasileira
- Pica-Pau: Olney Cazarré
- Nanico Bufador: Eleu Salvador

Estúdio: AIC (Arte Industrial Cinematográfica) (atualmente a BKS), São Paulo